# Amajari
Amajari est une ville brésilienne du nord-ouest de l'État du Roraima. Sa population était estimée à 7 586 habitants en 2007. La municipalité s'étend sur 28 472 km².
La majorité de la population est indigène.

## Maires
| Période | Période | Identité                       | Étiquette | Qualité |
| ------- | ------- | ------------------------------ | --------- | ------- |
| 2004    | 2008    | Benildo Pereira da Silva Filho | PMDB      |         |
| 2008    | 2012    | Paulo Rodrigues Wanderley      | PSDB      |         |